# Casa Atreides

Bandera verde y negra de los Atreides.

El halcón rojo emblema de los Atreides.

La Casa Atreides, en la saga de novelas de ciencia ficción Dune -escrita por Frank Herbert-, es la familia nobiliar de la que desciende Paul Atreides.
Los miembros de la casa Atreides descienden del héroe griego Agamenón (Guerra de Troya), un Atrida. Esta Gran Casa formaba parte, junto con otras muchas más, del Landsraad. Al parecer era oriunda del planeta Caladan; tenían su sede en Castel Caladan.
Existe un libro con ese título de Kevin J. Anderson y el hijo de Frank Herbert, Brian Herbert publicado en 1999 (en español en 2000), donde se recrean los primeros años del padre de Paul, el duque Leto I (duque Leto Atreides). Este libro es el primero de una trilogía continuada en Casa Harkonnen y finalizada con Casa Corrino.
- Datos: Q780740